# Microcavia shiptoni
Microcavia niata (гірська каві Шиптона) — вид гризунів родини кавієві, що мешкає в північно-західній Аргентині в провінціях Тукуман, Катамарка, і Сальта на висотах 3000 — 4000 м над рівнем моря. Живе на луках і в скелястих районах Анд.

## Етимологія
Вид названий на честь Стюарда Шиптона (англ. Steward Shipton, 1869–1939), англійця, який більшу частину свого життя прожив у Аргентині. Він був генеральним директором цукрового заводу, який мав орнітологічні та натуралістичні нахили. Колекція птахів, плазунів, ссавців і риб була в його власності, поки не була придбана відділом зоології Фонду Мігеля Міло, Тукуман, Аргентина.

## Загрози та охорона
Чисельність і розміри популяцій цього виду не відомі, а населення сильно фрагментоване. Серйозну загрозу для цього виду становить надмірний випас кіз і овець. Зустрічається принаймні на двох природоохоронних територіях.